# Липятин
Липя́тин (укр. Лип’ятин) — село на Украине, находится в Хмельницком районе Винницкой области.
Код КОАТУУ — 0524884001. Население по переписи 2001 года составляет 593 человека. Почтовый индекс — 22020. Телефонный код — 4338.
Занимает площадь 2,9 км².

## Религия
В селе действует храм Рождества Пресвятой Богородицы Хмельницкого благочиния Винницкой епархии Украинской православной церкви.

## Адрес местного совета
22020, Винницкая область, Хмельницкий р-н, с. Липятин, ул. Ленина, 5

## Известные жители и уроженцы
- Радецкий, Иван Евтихеевич (1927—1987) — Герой Социалистического Труда.